# Máquina política
Máquina política é um tipo específico de organização partidária que se caracteriza pela utilização de incentivos materiais e pela troca de favores para obter e manter o poder. Diferentemente de partidos ideológicos ou programáticos, as máquinas políticas priorizam a lealdade e a recompensa de seus membros em detrimento de princípios éticos ou ideológicos.
É importante distinguir "máquina política" de "política de máquina". Segundo Raymond Wolfinger (1972), "política de máquina é a manipulação de certos incentivos à participação político-partidária: favoritismo nas decisões políticas baseadas em critérios pessoais e manipulação das leis. Uma máquina política é uma organização que pratica política de máquina, isto é, que atrai e direciona seus membros primeiramente para o uso destes incentivos".
As máquinas políticas surgiram como fenômeno e categoria prática-teórico-analítica nos Estados Unidos, principalmente em grandes centros urbanos. Em um contexto de grande diversidade étnica, social e religiosa, as máquinas políticas atuavam como mediadoras de conflitos e integradoras sociais, oferecendo serviços e benefícios em troca de apoio político.
O conceito de máquina política se transformou ao longo do tempo. Inicialmente, as máquinas eram vistas como anomalias que interferiam na vida pública, utilizando métodos considerados ilegais ou imorais, como corrupção, violência e fraude eleitoral. Com o tempo, os estudos sobre máquinas políticas passaram a adotar uma postura mais neutra e analítica, buscando compreender suas funções e características sem juízos de valor.
Autores como Harold Gosnell, nos Estados Unidos, e Robert Merton, no Brasil, contribuíram para a especificação do conceito, destacando o papel das máquinas políticas como agregadoras sociais e como provedoras de serviços sociais em contextos de diversidade e desigualdade.

## Histórico nos Estados Unidos
O termo "máquina política" remonta ao século XIX nos Estados Unidos, onde tais organizações existem em alguns municípios e estados desde o século XVIII.
No final do século XIX, grandes cidades dos Estados Unidos — Boston, Chicago, Cleveland, Kansas City, Nova York, Filadélfia, St. Louis e Memphis — foram apontadas como sendo controladas por máquinas políticas. Durante esse período, as cidades experimentaram rápido crescimento sob governos tidos como ineficientes.  A máquina de cada cidade vivia sob um forte sistema hierárquico com um "chefe" (boss) que tinha a lealdade dos líderes empresariais locais, dos governantes eleitos e de seus indicados, e que conhecia os mecanismos sociais para fazer as coisas acontecerem. A literatura aponta que benefícios e problemas resultaram do domínio das máquinas políticas.

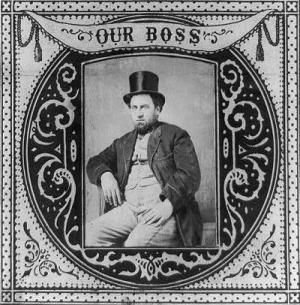
Rótulo de tabaco com William M. Tweed, chefe da máquina política que controlou a cidade de Nova York no século XIX (1869)

Esse sistema de controle político surgiu particularmente na Era Dourada (Gilded Age) da história norte-americana, entre os anos de 1870 e 1890. Uma única figura poderosa (o chefe) ocupava o centro e estava ligada a uma complexa organização de figuras menores (a máquina política) pela reciprocidade na promoção do interesse próprio financeiro e social. Uma das mais conhecidas dessas máquinas políticas foi Tammany Hall, a máquina do Partido Democrata que desempenhou um papel fundamental no controle da cidade e da política de Nova Iorque, ajudando imigrantes, principalmente os irlandeses, a ascender na política americana entre as décadas de 1790 e 1960. A partir de 1872, Tammany teve um "chefe" irlandês. No entanto, Tammany Hall também serviu como um motor para corrupção política e suborno, talvez mais notoriamente sob William M. "Boss" Tweed, em meados do século XIX.
Lord Bryce, acadêmico, historiador e político inglês que viveu nos Estados Unidos, descreve esses chefes políticos:
Um exército liderado por um conselho raramente conquista: precisa de um comandante-chefe, que resolve disputas, decide em emergências, inspira medo ou apego. O chefe do Anel é um desses comandantes. Ele distribui posições, recompensa os leais, pune os amotinados, trama esquemas, negocia tratados. Geralmente evita a publicidade, preferindo a substância à pompa do poder, e é ainda mais perigoso porque se esconde, como uma aranha, no meio de sua teia. Ele é um Chefe.
Quando perguntado se ele era um chefe, James Pendergast, político considerado o primeiro grande chefe de uma máquina política de Kansas, Missouri, disse simplesmente:
Já me chamaram de chefe. Tudo o que importa é ter amigos, fazer coisas para as pessoas, e depois elas farão coisas para você... Você não pode coagir as pessoas a fazerem coisas para você — você não pode obrigá-las a votar em você. Nunca coagi ninguém na minha vida. Sempre que você vê um homem atropelando alguém, ele não dura muito.
Theodore Roosevelt, antes de se tornar presidente em 1901, estava profundamente envolvido na política da cidade de Nova Iorque. Ele explica como a máquina funcionava:
A organização de um partido em nossa cidade é muito semelhante à de um exército. Há um grande chefe central, auxiliado por alguns tenentes confiáveis e capazes; estes se comunicam com os diferentes chefes distritais, a quem alternadamente intimidam e auxiliam. O chefe distrital, por sua vez, tem sob suas ordens vários meio-subordinados, meio-aliados; estes últimos escolhem os capitães dos distritos eleitorais etc. e entram em contato com os plebeus.

### Estratégia de Votação
Muitas máquinas foram formadas em cidades para atender imigrantes nos Estados Unidos no final do século XIX, que as viam como um veículo para emancipação política. Os trabalhadores das máquinas ajudaram a vencer as eleições, reunindo um grande número de eleitores no dia da eleição. Era do interesse da máquina manter apenas um mínimo de apoio. Uma vez que se tornassem a maioria e pudessem contar com uma vitória, havia menos necessidade de recrutar novos membros, pois isso significava apenas uma distribuição mais tênue das recompensas de clientelismo entre os membros do partido. Assim, imigrantes que chegaram mais tarde, como judeus, italianos e outros imigrantes do sul e leste da Europa entre as décadas de 1880 e 1910, obtiveram menos recompensas do sistema de máquinas do que os irlandeses, que já estavam bem estabelecidos. Ao mesmo tempo, os oponentes mais ferrenhos das máquinas eram membros da classe média, que ficavam chocados com exemplos de má conduta e não precisaram da ajuda financeira.
A corrupção da política urbana associada a essas máquinas nos Estados Unidos acabou sendo denunciada por cidadãos comuns. Foram realizaram reformas no serviço público nacional e estadual, que buscaram substituir os sistemas de clientelismo local pelo serviço público com atendimento universal e sem mediação dos benefícios oferecidos pelas máquinas. Na época de Theodore Roosevelt, a Era Progressista da história norte-americana, entre 1890 e 1920, milhões de cidadãos foram mobilizados para votar contra as máquinas.
Na década de 1930, James A. Farley foi o principal distribuidor do sistema de clientelismo do Partido Democrata por meio dos Correios e da Administração do Progresso de Obras (WPA), que acabou nacionalizando muitas das máquinas de benefícios trabalhistas fornecidas. O New Deal permitiu que as máquinas recrutassem para a WPA e o Corpo de Conservação Civil, tornando a máquina de Farley a mais poderosa. Todo o clientelismo era filtrado por Farley, incluindo nomeações presidenciais. A máquina do New Deal desmoronou depois que ele deixou o governo devido à questão do terceiro mandato em 1940. Essas agências foram, em sua maioria, abolidas em 1943, e as máquinas repentinamente perderam grande parte de seu clientelismo. Os imigrantes anteriormente pobres que se beneficiaram da máquina nacional de Farley se tornaram assimilados e prósperos, e não precisavam mais dos assistentes informais ou extralegais fornecidos pelas máquinas. Na década de 1940, a maioria das máquinas das grandes cidades entrou em colapso, com exceção de Chicago.
Comunidades menores, como Parma, Ohio, no período pós-Guerra Fria, sob a tutela dos "Good Old Boys" do promotor Bill Mason, e especialmente comunidades no Sul Profundo, onde a política de máquina em pequenas cidades é relativamente comum, também apresentam o que pode ser classificado como máquinas políticas, embora essas organizações não tenham o poder e a influência das grandes redes de chefões listadas neste artigo. Por exemplo, o "Cracker Party" foi uma máquina política do Partido Democrata que dominou a política municipal em Augusta, Geórgia, por mais da metade do século XX .

## Histórico no Brasil
No Brasil, o estudo das máquinas políticas tem sido menos frequente do que em outros países, como os Estados Unidos. No entanto, a história político-partidária brasileira, principalmente nos níveis estaduais e municipais, oferece exemplos de organizações que se assemelham às máquinas políticas. A autora Eli Diniz é a principal referência teórica, sendo constantemente citada.

Chagas Freitas na Escola Superior de Guerra (1971), líder da máquina política no Rio de Janeiro.

Um exemplo notório de máquina política no Brasil é o "chaguismo" no MDB do Rio de Janeiro analisado por ela. Liderado por Chagas Freitas, o "chaguismo" se caracterizou pela utilização de práticas clientelistas e pela troca de favores em troca de apoio político. O grupo se consolidou no cenário político fluminense, controlando a bancada do MDB na Assembleia Estadual e elegendo representantes para a Câmara Federal.
A ascensão do "chaguismo" coincidiu com a fusão dos antigos estados da Guanabara e Rio de Janeiro, o que determinou um processo de realinhamento político e a acomodação de diferentes segmentos no novo estado. A base eleitoral do "chaguismo" se concentrava nas zonas suburbanas e favelas do Rio de Janeiro, onde o grupo mantinha fortes laços clientelistas.
As negociações e alianças com candidatos de base local foram um elemento importante na estratégia do "chaguismo", que soube explorar o forte componente municipalista da política no estado do Rio de Janeiro.
Análises políticas dos anos 2000 em diante apontam a existência de máquinas políticas no estado do Rio de Janeiro, como do Partido Republicano Brasileiro (PRB), atual Republicanos.

## Principais características
As máquinas políticas se caracterizam pela importância das recompensas e incentivos materiais para o seu funcionamento. Diferentemente de partidos ideológicos, que mobilizam seus membros em torno de princípios e valores, as máquinas políticas oferecem benefícios concretos em troca de lealdade e apoio. Caracterizam-se por estruturas hierarquizadas com controle centralizado na figura de um chefe (boss) que personifica e comanda a instituição partidária.
Raymond Wolfinger (1972) divide os incentivos utilizados pelas máquinas políticas em quatro categorias:
|              | Tangíveis                                               | Intangíveis                                           |
| Rotineiros   | Benefícios materiais (empregos, cargos, favores)        | Benefícios solidários (prestígio, honrarias)          |
| Substantivos | Benefícios coletivos (políticas de favorecimento geral) | Benefícios ideológicos (identificação com princípios) |
| ------------ | ------------------------------------------------------- | ----------------------------------------------------- |

As máquinas políticas priorizam os incentivos tangíveis/rotineiros, ou seja, a troca de favores e benefícios materiais em troca de apoio político.
As máquinas políticas estabelecem relações de desigualdade e assimetria de poder com seus eleitores. Ao controlar o acesso a recursos e serviços, as máquinas políticas criam uma relação de dependência e lealdade, em que os eleitores se tornam clientes em troca de favores.
A representação política nas máquinas partidárias se baseia em relações de tentativa de controle entre representantes e eleitores. Os vínculos impessoais entre grupos de interesse e órgãos públicos, que visam a alocação de recursos para atender às demandas sociais, são substituídos pela mediação pessoal dos políticos, os chefes das máquinas. As relações instrumentais da burocracia são preteridas em favor de uma rede de influência pessoal. A manipulação das demandas populares através do uso clientelista do Estado sustenta a máquina política em contraposição a entrega de políticas de caráter universalista. As relações clientelistas privatizam as ações públicas e patrimonializam os serviços, criando uma rede de dependência, lealdade e obrigação dos eleitores com seus representantes, reforçando o status quo e reduzindo a institucionalização do sistema partidário.
O clientelismo é, portanto, um elemento central das máquinas políticas. A troca de favores e a personalização das relações políticas são características marcantes desse tipo de organização partidária, mas não suas únicas características.

## Ver Também
- Clientelismo
- Partido político
- Eleições
- Políticas Públicas
- Political Machine
- Brokers (operadores políticos)